# 울 보우
울 보우(몽골어: ул боов, ᠤᠯᠠ
ᠪᠣᠣᠪᠤ) 또는 헤윙 보우(몽골어: хэвийн боов, ᠬᠡᠪ ᠦᠨ
ᠪᠣᠣᠪᠤ)는 몽골의 과자이다. "울(ул)"은 "발바닥, 밑창"이라는 뜻이며, "보우(боов)"는 "과자"를 뜻한다. 음력 설날인 차강사르에 먹는 명절 음식으로, 새해가 되면 울 보우를 둥근 모양으로 차곡차곡 쌓아서 상에 올린다.

## 같이 보기
- 비스킷